# Hana Marcolini
Hana Marcolini, rozená Vlasáková (21. června 1948 Praha – 21. listopadu 2023), byla česká volejbalistka.
S volejbalem začínala na ZŠ Oretenova v Praze Holešovicích. Dorostenecká léta strávila v Dynamu Strašnice, se kterým získala tři tituly Přebornice ČSSR. Mezi lety 1967–1978 hrála za Tatran Střešovice, s výjimkou sezóny 1970/71, kdy působila v Technice Brno. Od roku 1978 žila v Itálii. Do ČR se vrátila v roce 1991 a začala podnikat v oblasti cestovního ruchu.
V roce 1972 reprezentovala ČSSR na OH v Mnichově společně se svým bratrem, Oldřichem Vlasákem.

## Úspěchy

### Úspěchy v klubových soutěžích
- 1968 – 2. místo liga ČSSR (Tatran Střešovice)
- 1969 – 1. místo liga ČSSR (Tatran Střešovice)
- 1970 – 1. místo liga ČSSR (Tatran Střešovice)
- 1971 – 3. místo liga ČSSR (Technika Brno), 2. místo PMEZ
- 1972 – 1. místo liga ČSSR (Tatran Střešovice), 2. místo PMEZ
- 1973 – 1. místo liga ČSSR (Tatran Střešovice)
- 1974 – 3. místo liga ČSSR (Tatran Střešovice)
- 1975 – 3. místo liga ČSSR (Tatran Střešovice)

### Úspěchy v reprezentaci
- 1968 – 6. místo na OH v Mexiku
- 1970 – 5. místo na MS v Bulharsku
- 1971 – 2. místo z ME v Itálii
- 1972 – 7. místo na OH v Mnichově
- 1974 – 17. místo na MS s Mexiku
- 1975 – 5. místo na ME v Jugoslávii

## Působení v zahraničí
- 1978–1982 – hrající trenérka CUS Macerata (Itálie) – postup do nejvyšší soutěže
- 1984–1989 – trenérka dorostenců a mužů Infissiplastic Treia (série D)